# Illes de la Decepció
Les illes de la Decepció (en anglès, Disappointment Islands, i en francès Îles du Désappointement) és un grup d'atols de les Tuamotu, a la Polinèsia francesa. Són els atols de Napuka i Tepoto Nord, situats al nord de l'arxipèlag. El 2012 tenien 359 habitants, 298 a Napuka i 61 a Tepoto Nord.
A vegades, s'inclou en el grup l'atol Puka Puka, més allunyat i aïllat, i culturalment diferenciat.
El primer europeu a arribar-hi va ser l'anglès John Byron, avi de Lord Byron, el 1765. Eren les primeres illes que trobava al Pacífic, però no va poder desembarcar-hi i anomenà el grup manifestant la seva decepció. Els habitants es van defensar i atacar l'esquif amb el qual intentava atracar. Prèviament, Fernão de Magalhães (±1480-1524) havia trobat el ak gener 1521 l'illa de São Paulo (Puka Puka) i havia anomenat els grups d'atols com a Ilhas Desafortunadas.
Administrativament, les illes de la Decepció formen el municipi de Napuka, subdividida en dos municipis associades. Culturalment, formen una de les set àrees lingüístiques del tuamotu.

## Fauna i flora
Les tortugues marines (Chelonioidea), consumides durant molt de temps per la seva carn, es reprodueixen i ponen ous a Napuka, que també dona suport a una població endèmica de boscarla de Tahití (Acrocephalus caffer).
El puka (pisonia grandis), és l'arbre que domina el bosc primari, tant que la reina Maruia va voler associar la Puka amb el nom de la seva terra Te Puka Maruia. La tradició oral informa que la Puka va ser introduïda per la Unuhia, mare de la reina Maruia durant la colonització de Napuka. A la part oriental de l'illa s'ha conservat aquest bosc, que hi forma un hàbitat ideal per a les aus.
- Les illes de la Decepció a l'arquipèlag de les Tuamotu)
- L'arbre Puka (Pisonia grandis)